# Курган Славы (Алексинский район)
Курган Славы — мемориальный комплекс, обелиск, памятник воинам Великой Отечественной войны павших в боях за г. Алексин (Тульская область) с немецко-фашистскими захватчиками. Расположен за городом Алексин, на 10-м км трассы Алексин — Железня, у д. Казначеево Алексинского района.

## История
Мемориал Курган Славы был создан по инициативе местных властей и ветеранов войны на средства предприятий Алексина. Он сооружался в 1965—1970 годах, обелиск над курганом завершен 10 мая 1965 года, законченный комплекс торжественно открыт в день 50-летия со дня Великой Октябрьской революции (4 ноября 1967 года).

## Композиция мемориала

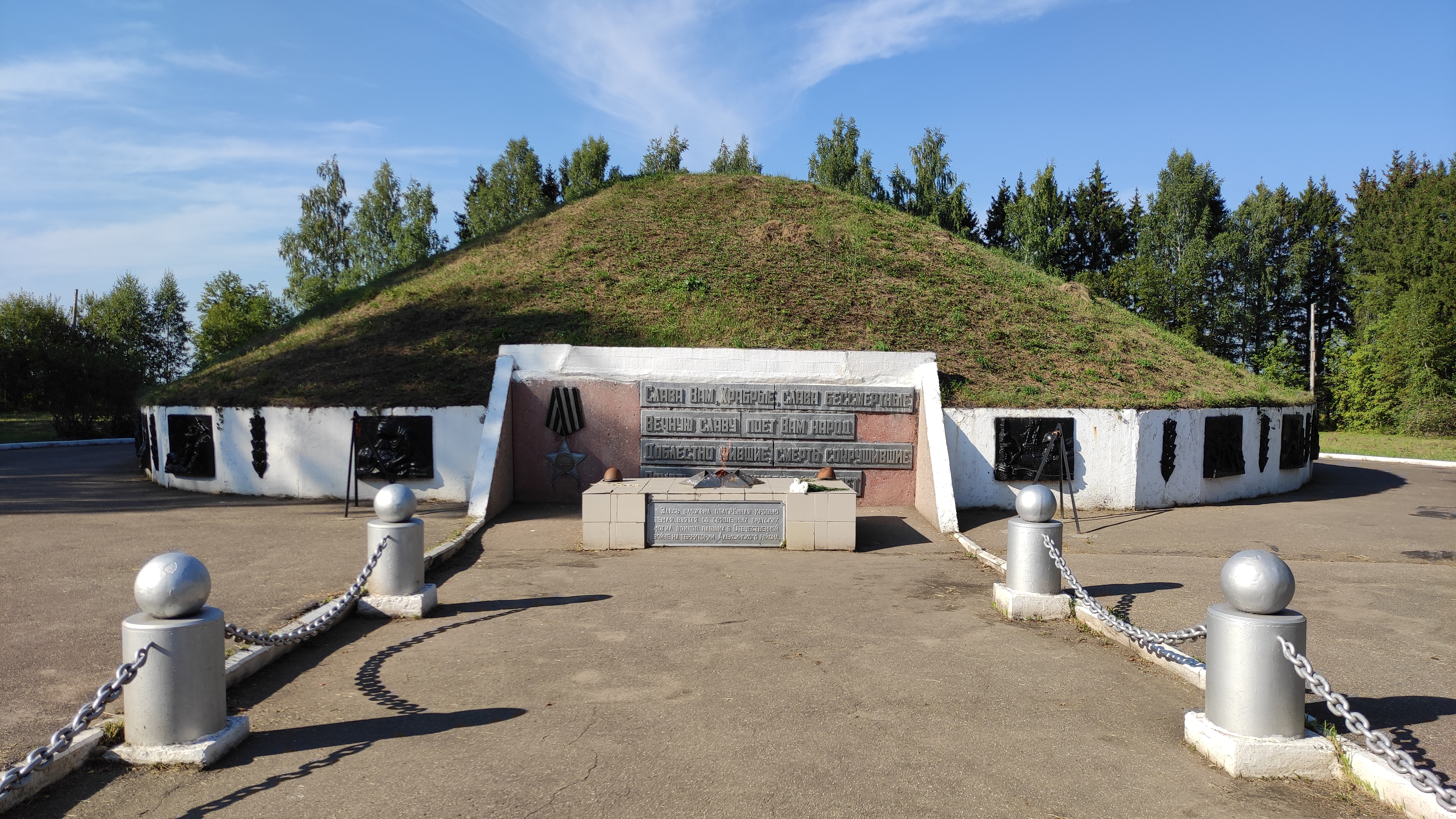
Собственно курган в составе мемориала Курган Славы, видны постамент с Вечным огнём и чугунные барельефы по периметру кургана

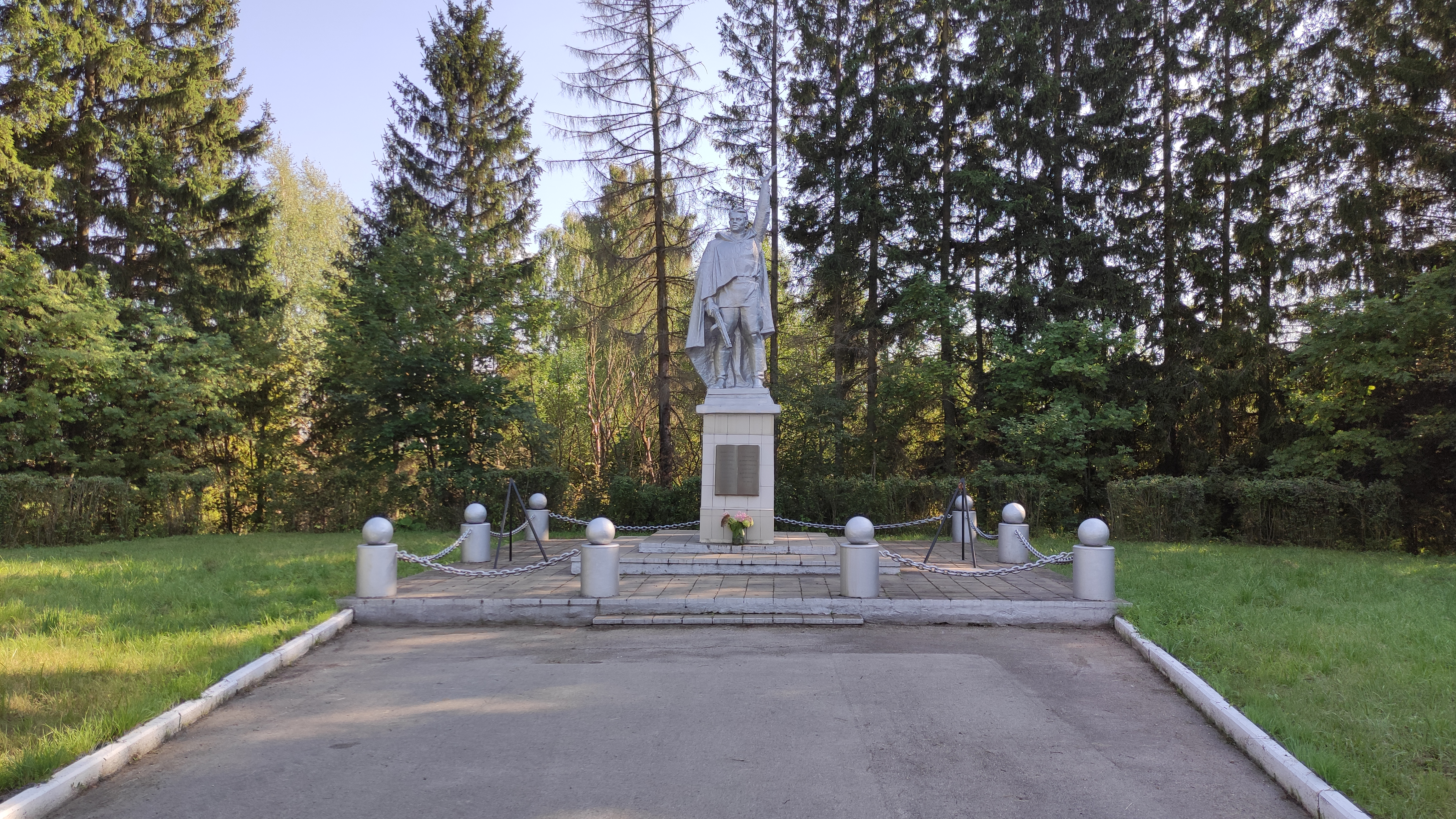
Памятник солдату напротив Кургана Славы

Состоит из 14-метровой стелы увенчанной орденом Отечественной войны, кургана, Вечного огня (был зажжён полными кавалерами орденов Солдатской славы Лепиховым Иваном Константиновичем и Петровым Сергеем Демьяновичем от Вечного огня Мемориала Победы в г. Алексин), могилы неизвестного солдата (обнаруженного захоронения у деревни Ботня Алексинского района), постамента с гаубицей Д-1, метронома «Бьющееся сердце», обелиска. 
У подножия кургана расположен постамент с надписью, гласящей, что здесь находится земля, взятая с могил павших воинов на территории Алексинского района. Также в основание Кургана Славы заложена капсула с землёй с Брестской крепости (30 сентября 1967). По всему периметру проходит бетонная манжета высотою 130 см, на которой помещены 25 чугунных барельефов по тематике войны. По сторонам посажены берёзовые аллеи. 
Напротив Кургана Славы, с противоположной стороны автодороги, расположена на постаменте скульптура солдата, символизирующая воина-победителя. Солдат стоит с обнажённой головой, держит в опущенной правой руке автомат, левая рука торжественно поднята вверх.